# 保先烈
保先烈，云南昆明人，清朝政治人物。同进士出身。
保先烈为嘉慶十四年（1809年）己巳恩科三甲进士。道光九年（1829年）接替淡春台任嘉定县知县一职，道光十一年（1831年）由姚大成接任。